# Paul Depaepe
Paul Depaepe (ur. 12 października 1931 w Deurne) – belgijski kolarz torowy i szosowy, czterokrotny medalista torowych mistrzostw świata.

## Kariera
Pierwszy sukces w karierze Paul Depaepe osiągnął w 1952 roku, kiedy zwyciężył w szosowym wyścigu Bruksela - Opwijk. W tym samym roku wystąpił na igrzyskach olimpijskich w Helsinkach, gdzie wraz z kolegami zajął 5. miejsce w wyścigu drużynowym na dochodzenie. Przez trzy kolejne lata zdobywał tytuł mistrza kraju w indywidualnym wyścigu na dochodzenie, a w 1957 roku zdobył złoty medal w wyścigu ze startu zatrzymanego zawodowców podczas torowych mistrzostw świata w Liège. Na rozgrywanych cztery lata później mistrzostwach świata w Zurychu Depaepe był w tej konkurencji drugi, ulegając jedynie Niemcowi Karl-Heinzowi Marsellowi. W swej koronnej konkurencji zdobył jeszcze dwa srebrne medale: podczas mistrzostw świata w Mediolanie (1962), gdzie wyprzedził go tylko Hiszpan Guillermo Timoner oraz podczas mistrzostw świata w Liège (1963), gdzie najlepszy okazał się jego rodak Leo Proost. Łącznie sześciokrotnie zwyciężał na torowych mistrzostwach kraju. W wyścigach szosowych startował głównie na arenie krajowej, oprócz zwycięstwa z 1952 roku wygrywając także kryterium w Duffel w 1954 roku.